# باريساو
باريساو (Барысаў, Борисов) هي مدينة في مقاطعة مينسكاجا فوبلاستس في روسيا البيضاء.
يبلغ عدد سكانها حوالي 150439 نسمة.

## توأمة
لباريساو اتفاقيات توأمة مع كل من:
- بازارجيك
- كابان
- بودولسك
- Drochia [الإنجليزية]‏
- ميليتوبول
- كريمنشوك
- ييسك
- مايتشي (2000 - )

## أعلام
- نادية ملساي
- أليكساندر ليسون
- إيهار ستاسيفيتش
- فياتشيسلاف كامنسكي
- أناتولي تشوبايس